# Crediton
Koordinaten: 50° 47′ N, 3° 39′ W
Crediton (Credington, Cryditon, Kirton) ist eine Kleinstadt mit etwa 6500 Einwohnern in der Grafschaft Devon in England, etwa 12 km nordwestlich von Exeter. Es ist der mutmaßliche Geburtsort des Hl. Bonifatius.
Der Ort liegt zwischen zwei steilen Hügeln im engen Tal des Flüsschens Creedy, kurz vor dessen Einmündung in die Exe, und besteht aus der Altstadt im Osten und der Neustadt im Westen.

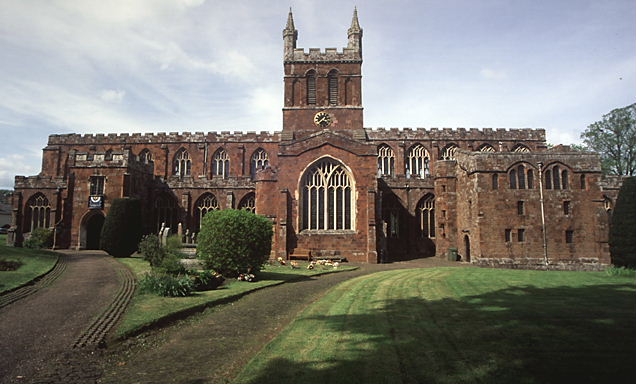
Church of The Holy Cross, Crediton

Das bedeutendste Bauwerk der Stadt ist die „Church of the Holy Cross“, ein imposanter roter Sandsteinbau mit kreuzförmigem Grundriss. Im 12. Jahrhundert erbaut, wurde sie um die Wende vom 14. zum 15. Jahrhundert erheblich erweitert und umgebaut. Der schöne Obergaden aus dem 15. Jahrhundert ist eine Besonderheit unter den Kirchen in Devon. Der älteste Teil der heutigen Kirche ist der untere Teil des Turms, der von etwa 1150 datiert. Die Marienkapelle und das Kapitelhaus stammen aus dem 13. Jahrhundert, während der übrige Bau um 1410 vollständig erneuert wurde.

## Geschichte

### Ursprünge
Der erste Hinweis auf die Existenz des Ortes findet sich in den Berichten über die Geburt von Winfried, dem späteren Bonifatius, in Crediton um 672.
König Ine von Wessex errichtete 705 einen Bischofssitz im ca. 100 km östlich gelegenen Sherborne. 739 gab sein Nachfolger Aethelheard dem Sherborner Bischof Forthhere Land in Crediton zum Bau eines Klosters („monasterium“ oder „minster“), das die von Canterbury befolgte römische Version des Christentums gegen die sich von Wales und Cornwall aus auch in Devon ausbreitende keltische Variante pflegen und verbreiten sollte. Es wird vermutet, dass Bonifatius Einfluss auf diesen Beschluss hatte – oder dass man mit dieser Wahl zumindest glaubte, an die missionarische und kirchen-organisatorische Arbeit des Bischofs im Sinne Roms symbolisch anknüpfen zu können.

### Bistum
Anfang des 10. Jahrhunderts wurde die Diözese Sherborne in drei kleinere aufgeteilt, und Eadwulf, der erste Bischof der neuen Diözese von Devon und Cornwall, wählte Crediton 909 als Diözesansitz, vermutlich um an Bonifatius anzuknüpfen und weil er sich auf das bestehende Kloster stützen konnte. Man nimmt an, dass die damals bestehende hölzerne Klosterkirche zur Bischofskirche erweitert wurde. Von ihr sind keinerlei Reste erhalten.
König Æthelstan bestätigte 933 die Rechte des Bischofs in Crediton. Im gleichen Jahr wurde eine große Kathedrale erbaut, aber auch von ihr ist nichts erhalten. Von 926 an hatte Cornwall einen eigenen Bischof mit Sitz in St Germans. Dieser amtierte bis 994 als Suffraganbischof von Crediton, anschließend wurde die Diözese eigenständig. Doch bereits 1030 wurde Cornwall wieder der Diözese Crediton eingegliedert.

### Stift
Insgesamt walteten bis 1050 neun Bischöfe in Crediton. Der letzte war Leofric, der sein Amt als Bischof von Devon und Cornwall 1046 antrat. Da die Gegend nur dünn besiedelt war und Crediton noch immer nicht viel mehr als ein unbefestigtes Dorf war, das leicht von normannischen und dänischen Piraten angegriffen werden konnte, bat er 1049 Papst Leo IX. und König Eduard, den Bekenner, das Bistum in die befestigte Stadt Exeter zu verlegen. Dem Anliegen wurde stattgegeben, und die Cathedra wurde 1050 nach Exeter gebracht. Der bischöfliche Besitz in Crediton (Palast und Ländereien) blieb erhalten, bis die Tudorkönige sich der besten Teile bemächtigten.
Die hölzerne Kathedrale wurde nach der normannischen Eroberung Englands (1066) durch eine steinerne Kirche im normannischen Stil ersetzt, die als Stiftskirche mit 18 Kanonikern und 18 Vikaren besetzt wurde. Wirtschaftliche Zwänge führten jedoch schon um die Mitte des 12. Jahrhunderts zu einer Verringerung auf nur noch 12 Kanoniker und 12 Vikare. Während die Vikare in Crediton lebten, war es den Kanonikern freigestellt, ob sie dort oder anderswo residierten, und nur wenige von ihnen lebten tatsächlich am Ort. Die Wohnhäuser der Kanoniker und Vikare, nördlich der Kirche gelegen, wurden Mitte des 19. Jahrhunderts abgerissen.
In der zweiten Hälfte des 13. Jahrhunderts wurde die Kirche vergrößert, insbesondere durch den Anbau der Marienkapelle und des Kapitelhauses. Dies war möglich geworden, da Bischof Walter of Bronescombe dem Stift durch die Übertragung von Landbesitz und Häusern zusätzliche Einkünfte verschafft hatte. Dies ermöglichte gleichzeitig auch die Erweiterung des Kanonikerkollegiums auf wieder 18 Mitglieder. Um die Wende vom 14. zum 15. Jahrhundert wurde dann fast der gesamte Bau in seiner heutigen Form totalerneuert.

### Reformation
In der Folge der von Heinrich VIII. durchgeführten Reformation wurden die englischen Stiftskirchen zwischen 1545 und 1549 aufgelöst. Die von Crediton wurde im Mai 1545 an Heinrich übergeben, der sie im September 1545 mit all ihrem Besitz an Sir Thomas Darcy gab. Darcy gab sie im August 1546 im Tausch für andere Ländereien an Heinrich zurück. Da die Kirche nunmehr vom Abriss bedroht war, begannen die Gemeindemitglieder Verhandlungen mit der Krone zwecks Kaufes der Kirche.
Im Frühjahr 1547 zahlte die Gemeinde 200 Pfund an die königliche Kasse, und Eduard VI., der seinem Vater Heinrich VIII. im Januar auf dem Thron gefolgt war, bestätigte im April 1547 den Erhalt der Summe sowie eine neue Charta für die Kirchenverwaltung von Crediton (die 1559 von Elisabeth I. noch einmal bestätigt wurde). Die Kirche, „Church of the Holy Cross“, und ihr Besitz wurde nunmehr von 12 Gouverneuren verwaltet, und die Seelsorge wurde einem Vikar und zwei Kaplänen übertragen. Noch heute besitzen und verwalten die 12 Gouverneure der „Crediton Parish Church“ die Kirchengebäude. Nur zwei weitere Gemeindekirchen in England haben eine ähnliche Selbstverwaltungsstruktur: Ottery St Mary in Devon und Wimborne in Dorset.
Gleichzeitig wurde mit der neuen Charta die Errichtung einer königlichen freien „Grammar School“ verfügt, die der Kirche angeschlossen war. Die Schule nahm ihren Betrieb allerdings erst 1572 auf, in einer Seitenkapelle der Kirche. Erst 1859 wurden eigene Schulgebäude bezogen. In ihnen befinden sich heute ein Internat und ein technisches Kolleg.
Als im 19. Jahrhundert in Plymouth wieder ein römisch-katholisches Bistum für Devon, Dorset und Cornwall errichtet wurde, erhielt dessen Kathedrale in Anknüpfung an Crediton das Patrozinium St. Maria und St. Bonifatius.
Seit 1897 ist Crediton Sitz einer Suffragandiözese der anglikanischen Diözese von Exeter.

## Wirtschafts- und Verwaltungsgeschichte
1086, als Wilhelm der Eroberer sein Reichsgrundbuch, das Domesday Book, erstellen ließ, war die Gegend von Crediton noch weitgehend unbewirtschaftet, ein Zustand, der schon Bischof Leofric zur Umsiedlung nach Exeter bewegt hatte, doch begann sehr bald ein wirtschaftlicher Aufschwung unter den neuen normannischen Herren.
Bis zur Reformation von Heinrich VIII. waren die Bischöfe von Exeter die Grundherren, sahen sich jedoch wiederholt mit aufsässigen Hintersassen konfrontiert. Um 1238 etablierte der Bischof ein „Borough“ – d. h., eine sich teilweise selbst verwaltende Gemeinde – in Crediton, das sich aber wohl wegen der Nähe zu Exeter nicht ernsthaft entwickelte. Erst 1275 erfolgte eine neuerliche Erwähnung des Boroughs von Crediton, und für kurze Zeit (1306–1307) entsandte die Gemeinde sogar zwei Abgeordnete ins englische Parlament. Ein Gemeindesiegel von 1469 ist erhalten, aber weder aus dem 16. noch dem 17. Jahrhundert finden sich Hinweise, dass die Gemeinde sich selbst verwaltete, und im 18. Jahrhundert stand sie unter der Aufsicht von Kommissaren.
1306 übertrug Eduard I. der Gemeinde das Marktrecht für Getreide, Leder und Wolle. Daraus erwuchs ein großer Viehmarkt, der noch bis 1957 abgehalten wurde.
Das 16. Jahrhundert brachte Devonshire und Crediton einen gewaltigen Aufschwung der Wollindustrie und ziemlichen Wohlstand, und Crediton war bis in die Regierungszeit von Georg III. eine bedeutende Wollindustriestadt. Fast alle ärmeren Familien hatten einen Webstuhl, entweder im Eigenbesitz oder von einem Unternehmer gemietet, und waren neben ihrer Landarbeit mit dem Waschen, Kämmen, Spinnen und Weben von Wolle beschäftigt. Die Endprodukte wurden von Zwischenhändlern an Exporteure in Exeter verkauft.
Diese Entwicklung beeinflusste auch das bauliche Bild der Weststadt. Wer es sich leisten konnte, baute dort ein Haus entlang der Hauptstraße, und die Wollarbeiter wurden in Quartieren dahinter untergebracht, die um eine Reihe von hintereinanderliegenden Höfen gruppiert waren, wie sie heute noch sichtbar sind. Der Ostteil blieb eine Arbeitergegend. Ein Großbrand am 14. August 1743 vernichtete den größten Teil der Weststadt: 460 Häuser fielen ihm zum Opfer, mehr als 2000 Menschen wurden obdachlos, und 16 kamen ums Leben.
Gegen Ende des 18. Jahrhunderts erlag die Wollindustrie von Devonshire der Konkurrenz aus den Manufakturen von East Anglia und Yorkshire, mit erheblichen negativen Auswirkungen auf den Wohlstand von Crediton. Im 19. Jahrhundert verlegte man sich auf die Lederverarbeitung und die Schuh- und Stiefelherstellung, sowohl in Fabriken als auch in Heimarbeit.
Die Ankunft der Eisenbahn 1851 läutete für Crediton das Ende seiner Bedeutung als Markt- und Industriestadt ein. Heute ist es vor allem eine Wohn- und Schlafstadt für in Exeter Beschäftigte, bemüht sich aber auch darum, ein Dienstleistungs- und Touristenzentrum zu werden.

### Partnerstädte
- Avranches in Frankreich
- Fulda in Deutschland
- Dokkum in den Niederlanden
- Sarasota in den USA

## Söhne und Töchter
- Redvers Buller (1839–1908), britischer General
- John Symes (1879–1944), Cricketspieler
- Gerard W. Teague (1885–1974), britischer Ichthyologe, Herpetologe und Amateurbotaniker in Uruguay
- Roger Knapman (* 1944), britischer Politiker